# Frans Brüggen
Pour les articles homonymes, voir Bruggen (homonymie).
Franciscus Jozef “Frans” Brüggen, né le 30 octobre 1934, et mort le 13 août 2014 à Amsterdam (Pays-Bas), est un chef d'orchestre et flûtiste (flûte à bec et flûte traversière baroque) néerlandais.

## Biographie
Il enseigne de la fin des années 1950 à 1970 au conservatoire royal de La Haye et au Muzieklyceum d'Amsterdam. En 1981, il fonde son propre orchestre (sur instruments anciens) : l'Orchestre du XVIIIe siècle, après avoir créé le Brüggen-consort. Il dirige régulièrement l'Orchestre de l'âge des Lumières.

## Influence musicale
C'est le premier virtuose moderne d'un instrument qui avant lui s'était effacé : la flûte à bec. Il est considéré comme le père de l'instrument moderne. Il fonda une grande école de flûte dont les cours furent très recherchés. Il forma nombre d'éminents flûtistes et fut un acteur majeur de la renaissance baroque entamée dans les années 1960. Il fit reproduire des instruments anciens que lui seul utilisa (instruments des XVIe, XVIIe, XVIIIe siècles). Ses interprétations font pour la plupart figure de référence.

## Discographie

### À la flûte à bec
- Frans Brüggen Edition : Anthologie de 12 CD couvrant tout le répertoire de cet instrument chez Teldec Classics
  - Vol. 1 : Telemann - Sonates et fantaisies pour flûte à bec
  - Vol. 2 : Corelli, Barsanti, Veracini, Bigaglia, Vivaldi, Marcello, Veracini - Sonates italiennes pour flûte à bec
  - Vol. 3 : Holborne, Taverner, Tye, Byrd, Morley, Simpson, Jeffreys, Parcham, Carr, Babell, Purcell, Pepusch - Musique anglaise
  - Vol. 4 : Van Eyck, Frescobaldi, Cima, Riccio, Scheidt - Musique pour flûte à bec du début du Baroque
  - Vol. 5 : Telemann, Fasch, J.-B. Lœillet, Quantz, A. Scarlatti, Mattheson - Musique de chambre du Baroque tardif
  - Vol. 6 : Dieupart, Hotteterre - Sonates françaises pour flûte à bec
  - Vol. 7 : Lavigne, Boismortier, Philidor, Dornel, Couperin - Sonates françaises pour flûte à bec
  - Vol. 8 : Vivaldi - Concertos de chambre
  - Vol. 9 : Haendel - Sonates pour flûte à bec
  - Vol. 10 : Telemann - Ouverture en la mineur, Concertos
  - Vol. 11 : Bach - Musique de chambre et orchestrale
  - Vol. 12 : Lœillet, Sammartini, Haendel, Naudot, Telemann - Sonates et concertos pour flûte à bec
  - Extraits : The Art of The Recorder
- Telemann : Musique de Table Intégrale sur 3 Disques microsillon, entre autres avec Anner Bylsma violoncelle, Maurice André trompette, Gustav Leonhardt clavecin, Marie Leonhardt et Jaap Schröder violons, (1964/65) Telefunken.
- Corelli : La Folia et sonates opus 5 (avec G. Leonhardt et A. Bylsma) (1976) Sony/Seon
- Haendel : Sonates pour instruments à vent (1974) Sony/Seon
- Hotteterre : "Premier flûtiste français", Intégrale des sonates pour flûte ou hautbois et b.c. (1976) Sony/Seon
- Vivaldi : Concerto op. 10 (1979) Sony/Seon
- Concertos Brandebourgeois avec Leonhardt, Kuijken, Dombrecht … (chez Seon/Sony)
- Concerto Vivace pour flûtes avec Magnolo Anamalli (Réda Chraïbi)
- 10 maîtres italiens de la flûte à bec (1974 vol 1 & 2, Telefunken Das alte Werk)
- 3 Suites pour cello (BWV 1007, 1008, 1009, arrangées pour la flûte à bec par Frans Brüggen (1974 Pathé Marconi EMI Electrola)
- Trios pour Flûte à bec ou flûte traversière accompagnés par d'autres instruments (1978 RCA Red Seal SEON)

### À la flûte traversière baroque
- Johann Sebastian Bach : 
  - Sonates et Partita pour flûte (1976) Sony/Seon
  - Concertos Brandebourgeois avec Leonhardt, Kuijken, Dombrecht … (chez Seon/Sony)
- François Couperin : Concerts royaux (avec Barthold, Sigiswald et Wieland Kuijken, Robert Kohnen) (1973) Sony/Seon
- Jean-Philippe Rameau : Pièces de clavecin en concerts (avec Gustav Leonhardt, Sigiswald Kuijken et Wieland Kuijken) (1973) Teldec
- Telemann :
  - Sonates méthodiques (chez Seon/Sony)
  - 12 Pariser Quartette (1997, 3 cd)

### En tant que chef d'orchestre
- Johann Sebastian Bach :
  - Cantates BWV 56 et 82, Sony/Seon
  - Messe en si mineur (1990) Philips et (2010) Glossa
  - Passion selon saint Jean (1993) Philips et (2011) Glossa
  - Passion selon saint Matthieu, Philips
  - Suites pour orchestre BWV 1066-1069 (1997) Philips
  - Oratorio de Pâques (2012) Glossa
- Frédéric Chopin : Works for piano and orchestra (2008) Narodowy Instytut Chopina, version CD / Glossa, version DVD
- Joseph Haydn :
  - Les Sept dernières paroles du Christ sur la Croix (2009) Glossa
  - Plusieurs symphonies dont les Sturm and Drang ; les Londoniennes ; les Parisiennes ; chez Philips
- Felix Mendelssohn : 
  - Symphonie italienne (1991) Philips
  - Symphonies (1997) Philips
  - Le Songe d'une nuit d'été (1997) Glossa
  - Symphonie italienne et Symphonie écossaise (2013) Glossa
- Wolfgang Amadeus Mozart :
  - Concertos pour flûte (avec Frans Vester, Mozart-Ensemble Amsterdam) (1973) Sony/Seon
  - Concertos et mouvements concertants pour violon (avec Jaap Schröder, Mozart-Ensemble Amsterdam) (1977) Sony/Seon
  - Symphonie n° 40 en sol mineur KV 550 (1985) Philips
  - Symphonies n° 35 "Haffner" et n° 31 "Paris" (1985) Philips
  - Symphonie n° 41 "Jupiter", Ouverture de la Clémence de Titus (1986) Philips
  - Concertos pour piano n° 20 et n° 24 (avec John Gibbons) (1986) Philips
  - Concerto pour piano no 23 (avec Maria Jao Pires) Mozartum Orchester Salzburg (2007) DGG.
  - Concerto pour clarinette (avec Eric Heoprich) (1988) Philips
  - Symphonie n° 39 (1989) Philips
  - Serenade K 361, Gran Partita (1989) Philips
  - Symphonie n° 38 "Prague", Ouverture des Noces de Figaro (1990) Philips
  - Symphonies n° 28 et n° 36 (1991) Philips
  - "Haffner" Serenade (avec Lucy van Dael) (1992) Philips
  - Messe du Couronnement K 317 (1994) Philips
  - Symphonies n° 34 et n° 40 (1995) Philips
  - Œuvres pour flûte et orchestre, Concerto pour flûte et harpe (avec Konrad Hünteler, flûte, et Helga Storck, harpe) (1996) Philips
  - Arias for Aloysia Weber (1999) Glossa
  - Requiem (1999) Glossa
  - Concerto pour clarinette et œuvres vocales / The Last Concertos, 1791 (avec Eric Heoprich et Joyce DiDonato) (2002) Glossa
  - Concertos pour violon et Sinfonia Concertante (avec Thomas Zehetmair et Ruth Killius) (2008) Glossa
  - Musique pour cor (2009) Glossa
  - Les trois dernières symphonies : n° 39, n° 40 et n° 41 "Jupiter" (2014) Glossa
- Jean-Philippe Rameau : 
  - Les Boréades et Dardanus, Suites (1986) Philips
  - Castor et Pollux, Suite (1990) Philips
  - Les Indes galantes, Suite (1994) Philips
  - Acante et Céphise et Les Fêtes d'Hébé, Suites (1998) Glossa
  - Naïs et Zoroastre, Suites (2001) Glossa
- Intégrale des symphonies de Beethoven (Philips, puis Glossa)
- Intégrale des symphonies de Schubert (Philips)

## Distinctions
- Chevalier de l'ordre du Lion néerlandais